# Idaea latefasciata
Idaea latefasciata är en fjärilsart som beskrevs av Eugen Wehrli 1913. Idaea latefasciata ingår i släktet Idaea och familjen mätare. Inga underarter finns listade i Catalogue of Life.